# Cyberduck
Cyberduckは、クロスプラットフォーム、オープンソースのFTP、SFTP、WebDAV、Cloud ストレージ (OpenStack Swift、Amazon S3、 Backblaze B2、Microsoft Azure) に対応したクライアント。

## 概要
macOSおよびWindows（Version 4.0より）で動作する。GPLでライセンスされている。Java言語で記載され、CocoaUIフレームワークが使われている。 FTP/TLS (FTP secured over SSL/TLS) に対応し、AUTH TLSを使いフォルダ内のファイル同期が行える。ドラッグ・アンド・ドロップによるファイル転送が可能で、外部テキストエディタでファイルを開くことができる。Growlによる通知機能に対応している。
ブックマークマネージャを含み、KeychainやBonjourにも対応している。日本語を含む多くの言語に対応している。
Windows 版ではBonjourと.NET_Framework 4のインストールが必要となっている。